# Pragmàtica de Granada de 1499
La Pràgmatica de Granada de 1499 és una disposició reial que promulgà una normativa per recuperar el deute públic de la Universal Consignació, una reorganització de la recaptació dels imposts (que implicava una suspensió de deu anys de tota franquesa i immunitat), un pla d'amortització del deute a un ritme de 8.000 lliures anuals i l'aplicació d'un descompte d'un 20% a les pensions dels censalistes mallorquins.

## La política deredreçdel rei Ferran
Durant el regnat de Ferran el Catòlic, en el context de la seva política de redreç hi havia hagut diversos intents per solucionar els problemes financers del Regne de Mallorca. L'any 1488, amb les ordenances de Çagarra i amb els nous imposts de 1495 s'havia intentat sanejar la hisenda insular. Amb la Pragmàtica de 1499 es feia una passa endavant a través d'un pla d'amortització del deute públic.

## Oposició frontal dels estaments privilegiats
Les intencions reials d'establir un nou marc financer pel Regne trobaren l'oposició frontal dels grups privilegiats de Mallorca que eren els que posseïen bona part dels censals i que, per tant, estaven més interessats a seguir cobrant pensions i interessos que no que es quitàs el deute. Gran part de l'aristocràcia terratinent i les principals fortunes de l'estament de cavallers, ciutadans i mercaders, treien forts ingressos del cobrament dels censals sobre el deute públic. Per això quan s'estava gestant la Pragmàtica de 1499 enviaren un ambaixador a la Cort que atacà molt durament el lloctinent Joan d'Eimeric i Saplana, acusant-lo de voler quitar els censals per estar bé amb alguns menestrals i pagesos.
Tot i això, la Pragmàtica de Granada promulgà una sèrie de mesures de signe reformista i adequà els càrrecs administratius a la seva aplicació. Suprimí els oficis d'exactor i dels assistents i va instituir el sol·licitador, de durada desenal i nomenament reial, i el de tres quitadors, biennals, encarregats de dur a terme les amortitzacions. També s'havien de confeccionar unes llistes de persones insaculables per garantir l'equitat en l'accés als càrrecs i limitar la corrupció administrativa.

## La recepció de la Pragmàtica a les institucions mallorquines
En el Gran i General Consell hi hagué una divisió de posicions davant la pragmàtica. Tots els consellers forans, la meitat dels menestrals i dos mercaders l'acceptaren sense condicions, en canvi l'acceptaren amb reserves tots els consellers de l'estament militar i ciutadà, quasi tots els mercaders i la meitat dels menestrals. Aquesta divisió ja apuntava cap a la formació de dos grups enfrontats, amb maneres molt diferents de veure els problemes econòmics i fiscals, que duria a la revolta popular de les Germanies de febrer de 1521.
L'aplicació de la pragmàtica va ser dificultosa. La recaptació pública, degut a la recessió de principis del segle xvi, va ser menor, i els problemes de frau fiscal i corrupció seguiren. Davant això els municipis forans crearen el càrrec d'instador, nomenat a partir de 1507 pel lloctinent a diferents viles, amb competencial excepcionals per posar ordre a les finances locals, que amb les Germanies es transformaria amb l'instador del poble i del bé comú.
L'amortització del deute s'inicià amb bon ritme en els primers anys, però no va complir l'objectiu fixat i es varen endarrerir els pagaments de les pensions als censalistes. La situació d'insolvència financera va exigir la creació de nous imposts directes (talles). Les noves ambaixades a la Cort dugueren a la sentència arbitral de 1512.